# Homalomena giamensis
Homalomena giamensis är en kallaväxtart som beskrevs av L.S.Tung, S.Y.Wong och Peter Charles Boyce. Homalomena giamensis ingår i släktet Homalomena och familjen kallaväxter. Inga underarter finns listade.